# Villa Arduino
Villa Arduino (anche nota come Palazzotto Arduino e, impropriamente, come la Villa di Macario) è un edificio storico di Torino, considerato uno degli ultimi e forse più interessanti esempi di dimora in stile neogotico presenti in città.
Situata nel quartiere Parella ai confini  del quartiere Campidoglio, Villa Arduino sorge in una zona prettamente residenziale a poca distanza dalla Pellerina.

## Storia
Tra l'Ottocento e il Novecento la città di Torino fu epicentro di un'intensa attività edilizia prevalentemente orientata allo stile Liberty. Parallelamente al naturalismo esasperato di questo stile architettonico si sviluppò la corrente del Neogotico di cui, oltre alla chiesa di Gesù Nazareno, gli esempi più eminenti di tale contaminazione in città sono alcune residenze private del quartiere Crocetta, della collina e la celebre Casa della Vittoria che sorse sul vicino corso Francia nel 1924. 
Nel 1928 il cavalier Giuseppe Arduino, ambizioso imprenditore edìle torinese, ebbe l'idea di commissionare all'architetto Paolo Napione, già autore del Teatro Alfa, un edificio adatto a ospitare la sede della sua azienda e, contemporaneamente, la propria dimora. Fu così che nacque il progetto di Villa Arduino, considerata uno degli ultimi esempi di gusto eclettico e neogotico a fronte dell’incalzante incedere dell'architettura razionalista che ha caratterizzato il decennio compreso tra gli anni trenta e gli anni quaranta del Novecento. L'edificio, fortemente voluto dal cavalier Arduino, fu realizzato su uno dei lotti di terreno di sua proprietà, un appezzamento oltre l'agglomerato urbano dell’epoca e adiacente ai vari altri limitrofi su cui, negli anni successivi, sorsero gli edifici condominiali pluripiano in chiaro stile razionalista realizzati proprio dalla stessa impresa edìle del cavalier Arduino.
Nel corso dei decenni successivi Villa Arduino è stata erroneamente identificata come la residenza di Erminio Macario, il celebre attore comico torinese nato nel 1902, alimentando una sorta di leggenda metropolitana del tutto priva di fondamento. Questa diceria popolare è stata smentita ufficialmente molte volte poiché il noto attore, infatti, abitò in un grande appartamento in via Santa Teresa 10, proprio sopra il teatro "La Bomboniera" che aveva fatto costruire per mettere in scena alcuni suoi spettacoli di varietà. Un'altra credenza comune vorrebbe che Macario abbia abitato poco distante, presso Villa Gibellino nella vicina via Sismonda 18, ma anche questa notizia non è documentata.
L'unico ospite illustre che ha risieduto per un breve periodo nella zona pare essere stato Michel de Notredame; secondo alcune testimonianze storiche, si afferma che il celebre Nostradamus soggiornò tra il 1556 e il 1562 come ospite presso la cosiddetta Domus Victoria, in seguito ribattezzata Cascina Morozzo, edificio poi demolito negli anni sessanta del Novecento e di cui sopravvive soltanto un muro di cinta.
Nel corso degli anni Villa Arduino ha avuto più proprietari ed attualmente è una residenza privata.  Dal 2010 l'edificio è sottoposto a provvedimento di tutela ai sensi del codice dei Beni Culturali con D.D.R. 27/10/2008.

## Descrizione

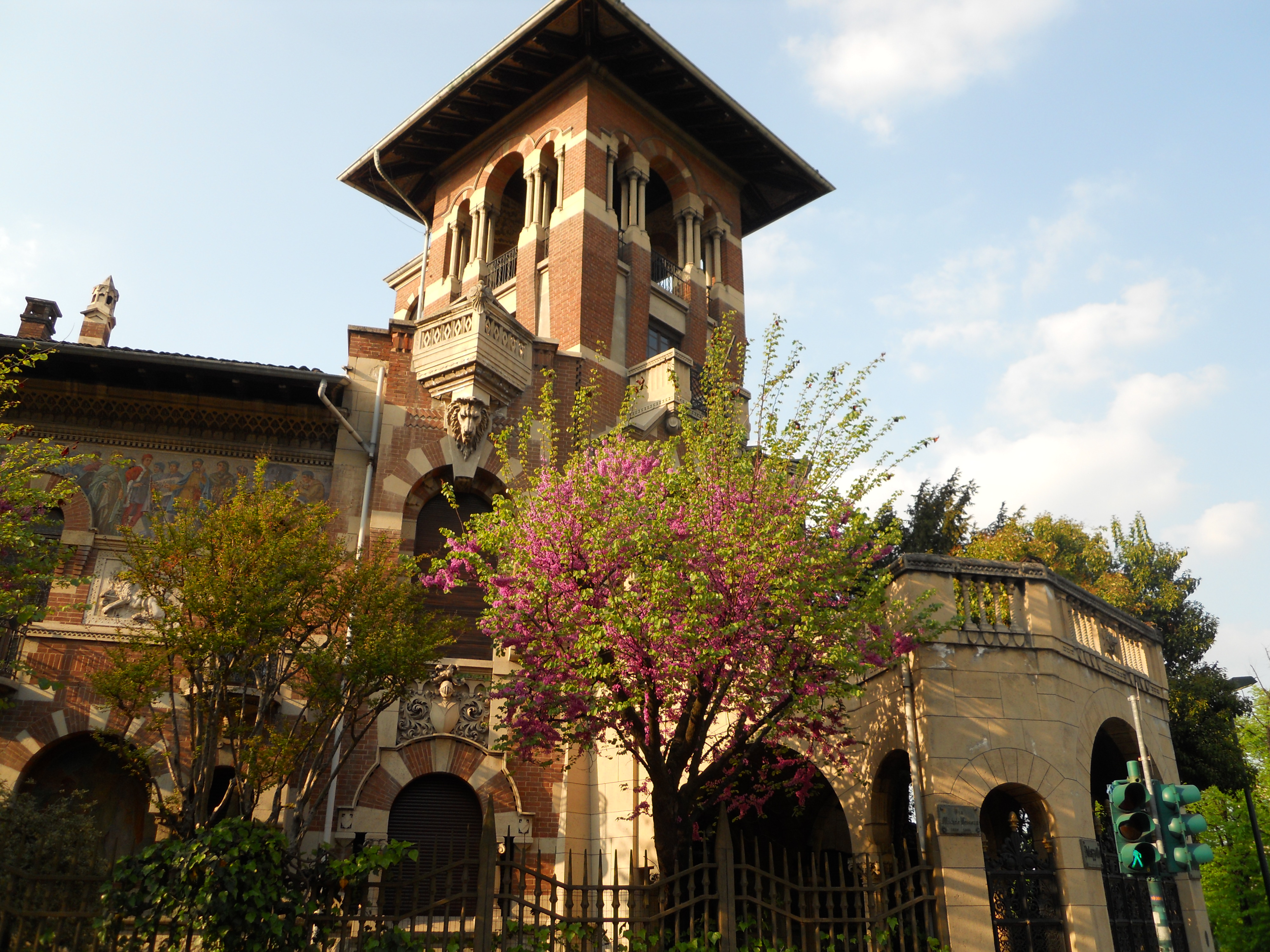
Veduta di Villa Arduino

L'edificio a pianta angolare si sviluppa su quattro piani fuori terra e sorge sull'asse di corso Lecce, in corrispondenza dell’incrocio con via Michele Lessona. 
Villa Arduino, che nel progetto originario presentava facciate più movimentate, sfrutta strategicamente la posizione angolare per evidenziare il suo imponente ingresso padronale composto da un primo volume che avanza sino a filo strada e ingloba un portale d'accesso caratterizzato da un portico con due archi laterali che fiancheggiano un grande arco a tutto sesto che conduce all'ingresso principale dell'edificio. Il portico è sormontato da un ampio terrazzo al primo piano con balaustra in litocemento e dal volume principale più caratterizzante, ovvero una sorta di dongione dai chiari stilemi neogotici con balconi al secondo piano e un loggiato al terzo, costituito da ampie trifore su ciascun lato, con archi a tutto sesto e coppie di colonne binate.
Attorno a questo principale corpo angolare si articolano le due ali laterali dell’edificio, le cui facciate sono interamente percorse da un ciclo di affreschi e da un rivestimento che alterna a contrasto il mattone a vista con l'ocra degli elementi del ricco apparato decorativo costituito da decori fitomorfi, zoomorfi, allegorie e riferimenti araldici realizzati in litocemento.
Entrambe le ali laterali dell'edificio ospitano un vialetto con un'aiuola piantumata antistante e sono costituite da due piani a struttura mista di muratura e cemento armato, con parziali sopraelevazioni che ospitano il secondo e terzo piano, le cui facciate sono caratterizzate da una variegata alternanza di bifore, trifore, loggiati, archi, finestre con arco a sesto acuto e archi a tutto sesto, compresi i due archi strombati del dongione e quello principale, che affaccia sul terrazzo sopra il portale di ingresso angolare.

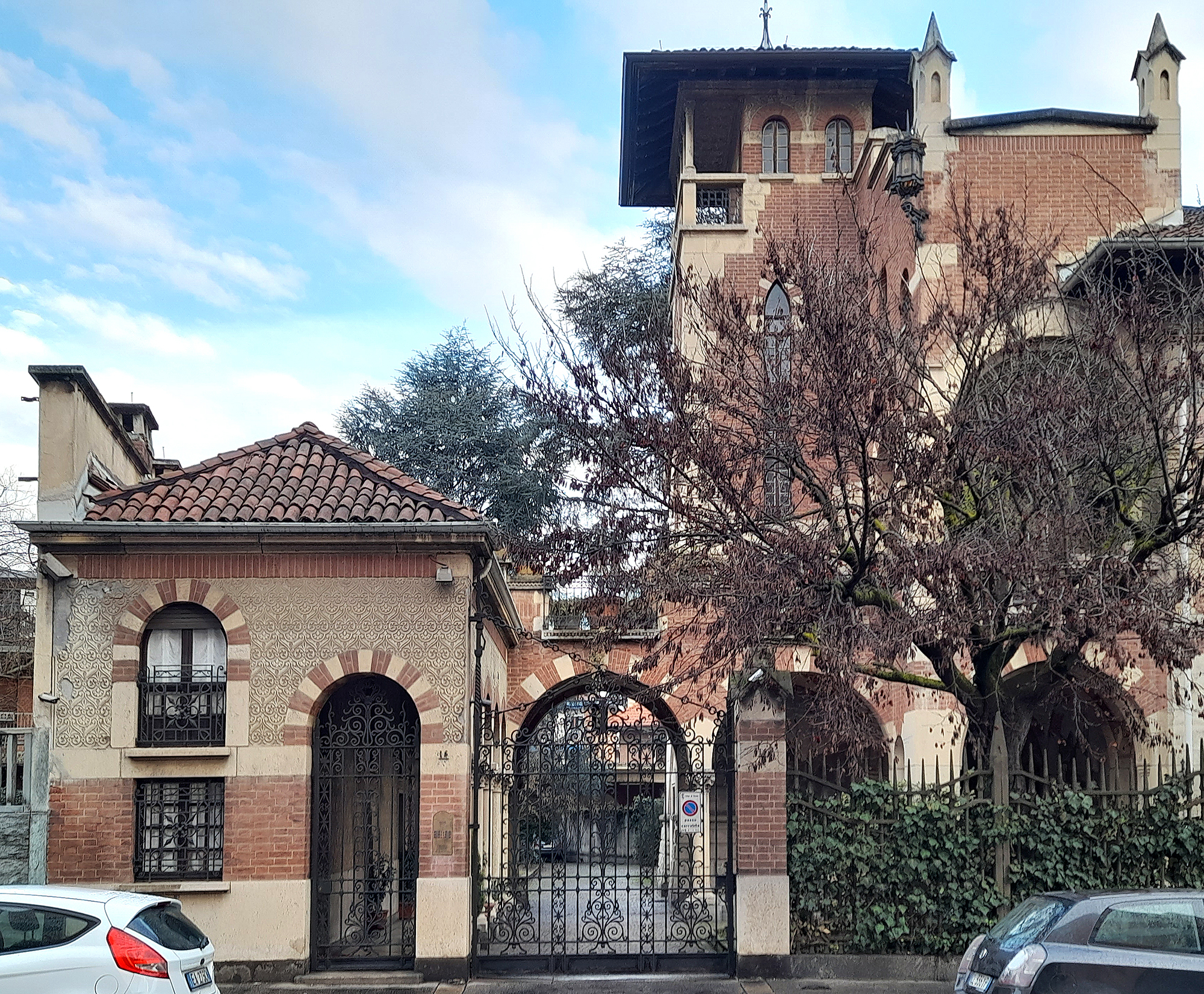
Un dettaglio dell'accesso carrabile e dell'accesso alla palazzina del custode da via Michele Lessona

L’edificio prevede a sinistra dell’ingresso pedonale e del passo carrabile presenti al civico 14 di via Michele Lessona, l’appartamento del custode. Alla sua destra vi è l'ala dell'edificio caratterizzata da un portico con volte a crociera e archi a tutto sesto, di cui uno costituisce il varco carrabile che conduce all'ampia corte interna, dove trovano posto un magazzino e un’autorimessa. Il piano superiore, sovrastato da pinnacoli e da un'ulteriore torre con un loggiato che affaccia sulla corte interna, era invece originariamente destinato interamente all’abitazione della famiglia Arduino.
Il modulo laterale affacciato su corso Lecce, invece, appare più omogeneo, con una struttura quadrangolare costituita da prospetti più regolari e austeri, caratterizzati da finestre a sesto acuto per l'ultimo piano, bovindi, un grande affresco e un arco cieco a sesto acuto che contiene un'ampia vetrata a quadrifora al primo piano, che affaccia su un ulteriore terrazzo. Quest'ala dell'edificio ospitava originariamente gli uffici del cavalier Arduino con gli annessi locali per i disegnatori, la segreteria e l’amministrazione. Su questo stesso lato è presente un secondo accesso pedonale a filo strada sovrastato da un'edicola in muratura riportante tipiche decorazioni neogotiche, che conduce all'ingresso originariamente destinato agli uffici. 
Nel 1940 venne realizzata una recinzione in litocemento in sostituzione dell’originale cancellata in ferro battuto, smantellata per donare alla patria il metallo per fini bellici. Essa è stata demolita nel 1960 e nuovamente sostituita con una stilisticamente più coerente. Tuttavia i ferri battuti originali superstiti si ritrovano nel cancello principale e in quelli degli accessi pedonali, che riportano un decoro piuttosto fitto ed elaborato. 
A completamento della decorazione, vi sono alcuni ferri battuti di elaborata fattura anche sulla cima del dongione angolare, dove svetta un segnavento, e sulle falde di copertura dei moduli più alti, nonché sullo stipite dell'accesso angolare principale, dove si trovano affisse due targhe metalliche recanti la dicitura "Palazzotto Arduino" in caratteri gotici a rilievo.

## Trasporti
- M1 Metropolitana, fermate: Rivoli, Racconigi.
- Bus 65, 2, 13